# جورجيا هينشاو
جورجيا هينشاو (بالإنجليزية: Georgia Henshaw)‏ هي ممثلة بريطانية، ولدت في 11 يوليو 1993 في سوانزي في المملكة المتحدة.

## وصلات خارجية
- جورجيا هينشاو على موقع IMDb (الإنجليزية)
- جورجيا هينشاو على موقع ميوزك برينز (الإنجليزية)
- جورجيا هينشاو على موقع قاعدة بيانات الفيلم (الإنجليزية)